# Muscisaxicola fluviatilis
Muscisaxicola fluviatilis е вид птица от семейство Tyrannidae.

## Разпространение
Видът е разпространен в Боливия, Бразилия, Еквадор, Колумбия и Перу.